# Japanse doornhaai
De Japanse doornhaai (Squalus japonicus) is een haai uit de familie van de doornhaaien (Squalidae) en behoort derhalve tot de orde van doornhaaiachtigen (Squaliformes). De vis kan een lengte bereiken van 91 centimeter.

## Leefomgeving
De Japanse doornhaai is een zoutwatervis. De vis prefereert diep water en leeft hoofdzakelijk in de Grote Oceaan op dieptes tussen 150 en 300 meter.

## Relatie tot de mens
De Japanse doornhaai is voor de visserij van beperkt commercieel belang. In de hengelsport wordt er weinig op de vis gejaagd.